# 陳宓
陳宓（？—1230年），字師复。學者稱復齋先生，莆田（今福建莆田）人。諡文貞。

## 生平
生年不詳，少與其兄陳守、陳定師從朱熹，長大後從黃乾遊，以父蔭入仕，寧宗慶元三年（1197年），任歷泉州南安鹽稅，主管南外睦宗院。
嘉定三年（1210年），知安溪縣令，有惠政。安溪地僻无药，居民信巫尚鬼，是年冬，設立惠民药局，招醫進行診斷施藥。嘉定七年（1214年）入监进奏院，迁军器监簿。
嘉定九年（1216年），因建言忤史彌遠，出知南康軍（今江西省），遇旱疫之災，蠲免百姓欠税十餘萬。嘉定二年（1209年）興建延平書院，改知南劍州（今福建南平一帶）。終官直秘閣主管崇禧觀。
紹定三年（1230年）卒。諡文貞。著有《復齋先生龍圖陳公文集》二十三卷。

## 家族
父陳俊卿，南宋名相；宓为第四子。

## 延伸阅读
[在维基数据编辑]
 《宋史/卷408》，出自脱脱《宋史》